# Bujor, Mureș
Bujor este un sat în comuna Miheșu de Câmpie din județul Mureș, Transilvania, România.